# Tadeusz Nikodemowicz
Tadeusz Nikodemowicz (ur. 16 lutego 1938 we Lwowie) – polski hokeista i trener w Polonii Bytom oraz II trener hokejowej reprezentacji Polski.
Przez całą karierę zawodową związany z klubem Polonia Bytom. Rozpoczął grę w hokeja w 1953 jako junior. Od 1956 do 1967 zawodnik, a także przez część kariery kapitan pierwszej drużyny seniorów. W latach 1967–1972 trener grup młodzieżowych. W latach 1973–1978 trenował pierwszą drużynę, następnie był asystentem swojego brata Emila Nikodemowicza i w tym charakterze wywalczył w 1981 awans do I ligi, w 1983 wicemistrzostwo, a w 1984 mistrzostwo Polski. W sezonie 1984/1985 został pierwszym trenerem Polonii i wywalczył z nią wicemistrzostwo Polski. W kolejnych sezonach ponownie był asystentem swojego brata i sięgnął po mistrzostwo Polski w 1986, 1988 i 1989 oraz wicemistrzostwo Polski w 1987. W latach 1989–1994 prowadził Polonię jako pierwszy trener, zdobywając tytuły mistrza Polski w 1990 i 1991.
W latach 1985–1987 prowadził reprezentację Polski B, w latach 1989-1990 był asystentem Emila Nikodemowicza w I reprezentacji Polski.
W 1983 był jednym z założycieli szkoły sportowej przy S.P. nr 36 w Bytomiu.